# Lukáš Nový
Lukáš Nový (* 17. Dezember 1990 in Pilsen) ist ein tschechischer Fußballspieler.

## Karriere

### Vereine
Nach ersten Erfahrungen im Seniorenbereich bei seinem Heimatverein Viktoria Pilsen wechselte er im Sommer 2011 nach Deutschland zum Oberligisten TSG Neustrelitz. Mit diesem Verein stieg er am Ende der Saison in die Regionalliga auf. Nach dem am Ende der Saison 2013/14 knapp verpassten Aufstieg wechselte er innerhalb der Liga zum BFC Dynamo. Nach einer Saison verließ er die Berliner wieder und wechselte in die 3. Liga zum 1. FC Magdeburg. Dort kam er allerdings aufgrund vieler Verletzungen nur zu einem Profieinsatz in der 3. Liga, als er am 15. Spieltag beim 3:1-Auswärtssieg gegen die SG Sonnenhof Großaspach in der 90. Spielminute für Tobias Schwede eingewechselt wurde. Im Sommer 2017 wechselte er zum Regionalligisten VfB Auerbach. In der darauffolgenden Saison wechselte er ligaintern zum FC Rot-Weiß Erfurt. Im Winter 2020 erfolgte sein Wechsel zum Landesligisten SV Neukirchen beim Heiligen Blut.

### Nationalmannschaft
Novy absolvierte für die Nachwuchsauswahlen des tschechischen Fußballverbandes mehrere Spiele.